# Vietnam en los Juegos Paralímpicos de Pekín 2008
Vietnam estuvo representado en los Juegos Paralímpicos de Pekín 2008 por ocho deportistas, cinco mujeres y tres hombres. El equipo paralímpico vietnamita no obtuvo ninguna medalla en estos Juegos.